# Bischofsheim in der Rhön

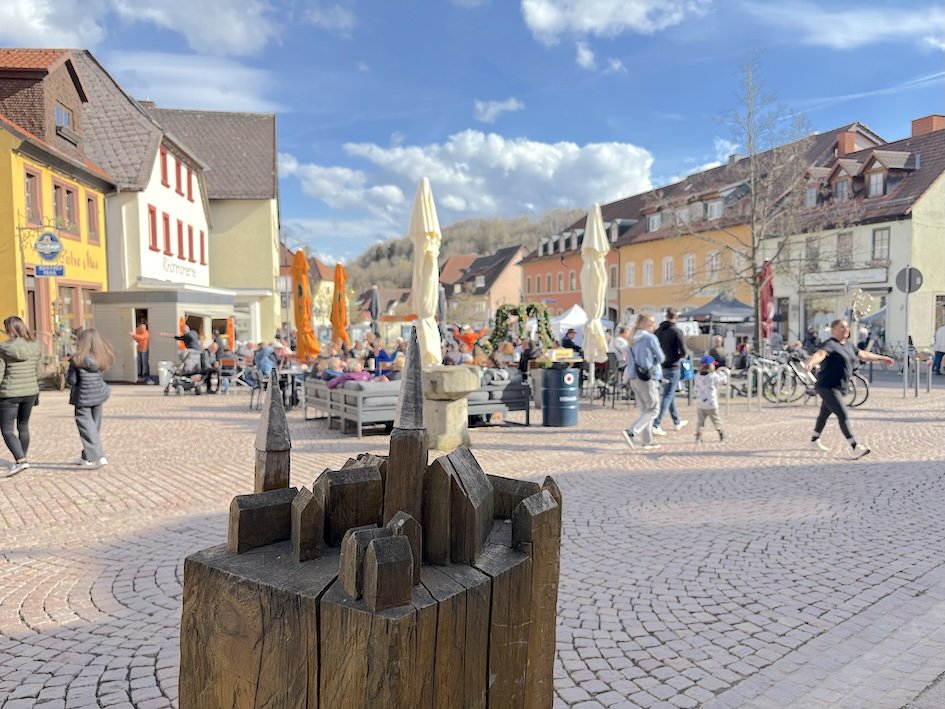
Der Marktplatz von Bischofsheim i. d. Rhön

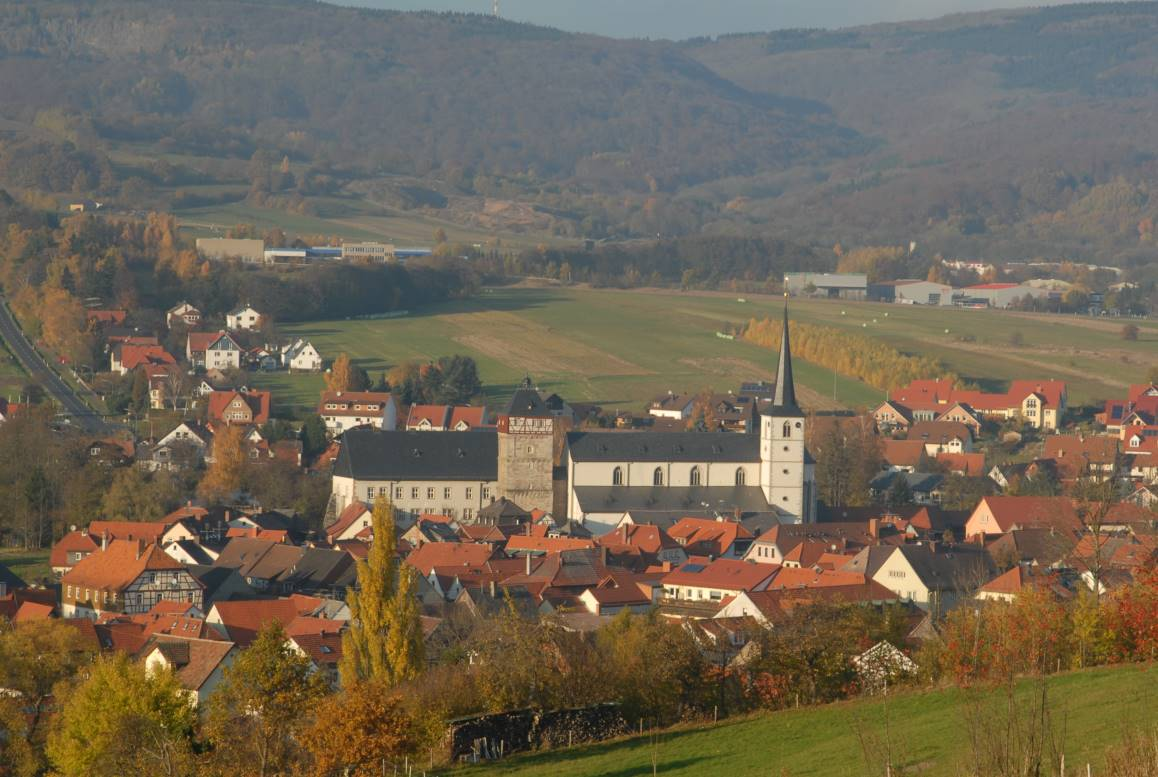
Bischofsheim vom Süden

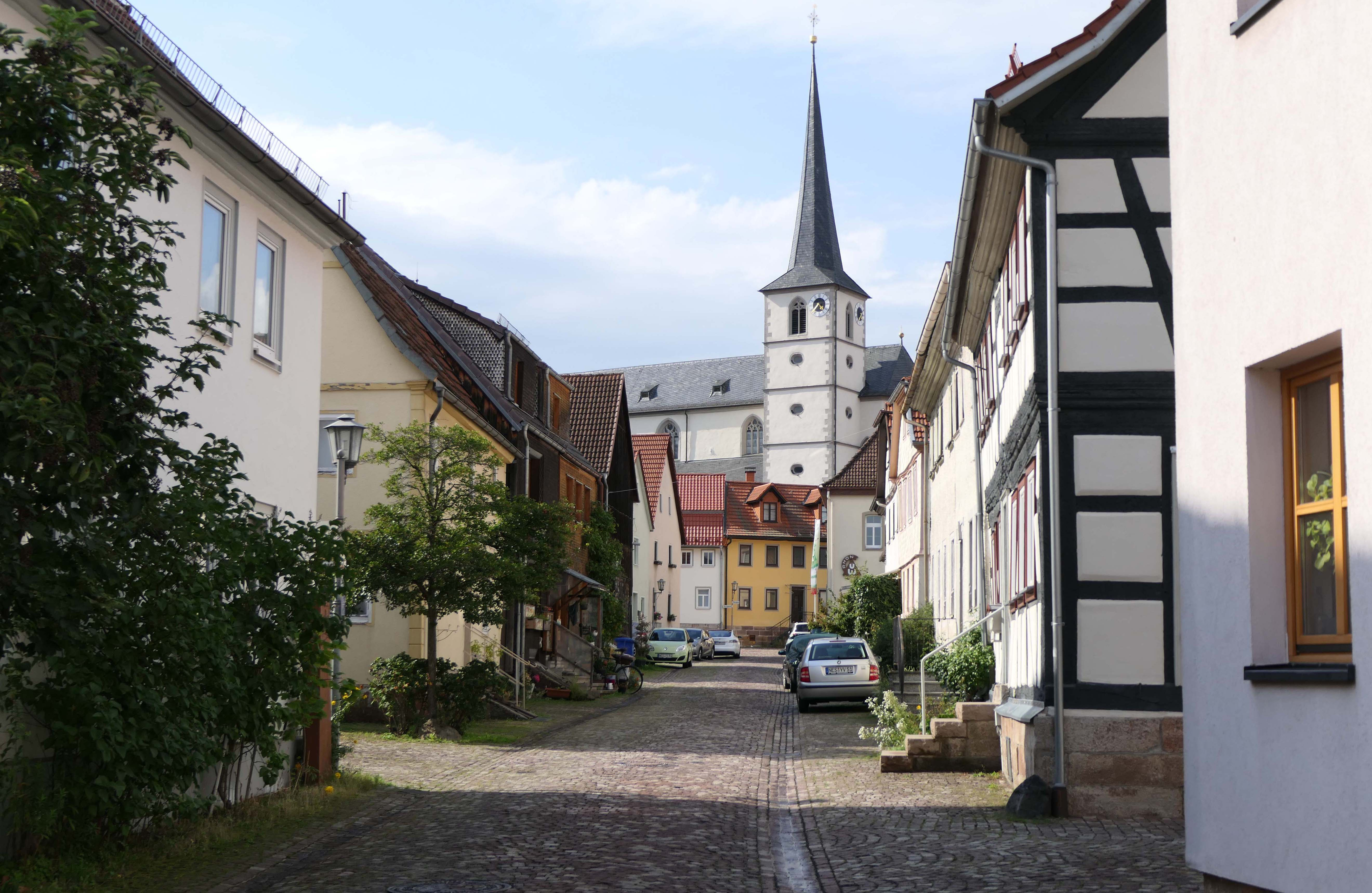
Schwedenstraße mit St. Georg

Bischofsheim in der Rhön (amtlich: Bischofsheim i.d.Rhön) ist eine Stadt im unterfränkischen Landkreis Rhön-Grabfeld, die vor dem 8. Januar 2020 Bischofsheim an der Rhön (amtlich: Bischofsheim a.d.Rhön) hieß.

## Geographie
Die Stadt liegt am Fuße des Kreuzberges in der Rhön.

## Stadtgliederung
Es gibt 14 Gemeindeteile (in Klammern ist der Siedlungstyp angegeben):
- Bauersberg (Jugendherberge)
- Bischofsheim i.d.Rhön (Hauptort)
- Frankenheim (Kirchdorf)
- Gansmühle (Einöde)
- Haselbach i.d.Rhön (Kirchdorf)
- Holzberg (Weiler)
- Klosterkreuzberg (Dorf)
- Oberweißenbrunn (Kirchdorf)
- Rhönhaus (Einöde)
- Schneidmühle (Einöde)
- Unterweißenbrunn (Pfarrdorf)
- Untere Walkmühle (Einöde)
- Wegfurt (Pfarrdorf)
- Wethmühle (Einöde)

## Namensherkunft
Traditionell wird angenommen, dass die Namensgebung auf den Heiligen Bonifatius zurückgeht. Von Fulda aus, wo er im Jahr 744 ein Benediktinerkloster errichtete, führte der Weg des Bischofs über Bischofsheim zur Kaiserpfalz Salz. Dort errichtete er demnach eine Siedlung, um auf dem Weg Rast zu machen.
Die volksetymologische Erklärung des Dorfnamens als Verweis auf den Bischof ist jedoch unwahrscheinlich. Im Mittelalter war die Nutzung des Wortes ‚Bischof‘ als Funktionsbezeichnung untypisch gewesen – wenn, dann hätte man den Namen des konkreten Bischofs gewählt, der den Ort gegründet, erworben oder mit Rechten ausgestattet hat, insbesondere bei einer so dominanten Figur wie Bonifatius (Winfried).
Gerade die Ortslage an einem Berg legt aber eine andere Erklärung für den Ortsnamen nahe. Sie folgt der vaskonischen Hypothese. Der Münchner Sprachwissenschaftler Theo Vennemann, der diese Hypothese vertritt, verweist darauf, dass existierende Toponyme (Ortsnamen) in der Regel von Neueinwanderern übernommen werden (sprachliches Substrat). Eine auffallende Häufung ähnlicher Namen bei jeweils ähnlicher Geographie wäre demnach ein Indikator für ein existierendes Wort in einer früheren Besiedlungsphase. Die Häufung von „Bischofs“-Ortsnamen auf jeweils langgezogenen Bergrücken legt die Vermutung nahe, dass dies auch hier der Fall gewesen sein könnte (wobei es sich im Einzelfall natürlich dennoch immer um einen Zufall oder eine andere Herleitung handeln kann). In jedem Fall passt diese topologische Beschreibung eindeutig zu „Bischofsheim“, wie auch zu vielen anderen, ähnlichen Ortsnamen. Die vaskonische Hypothese geht von einer alteuropäischen Sprache aus, deren letztes existierende Relikt das Baskische ist. Dort gibt es das Wort ‚bizkar‘, das „Bergrücken, langgestreckte Anhöhe in den Bergen“ bedeutet.

## Geschichte

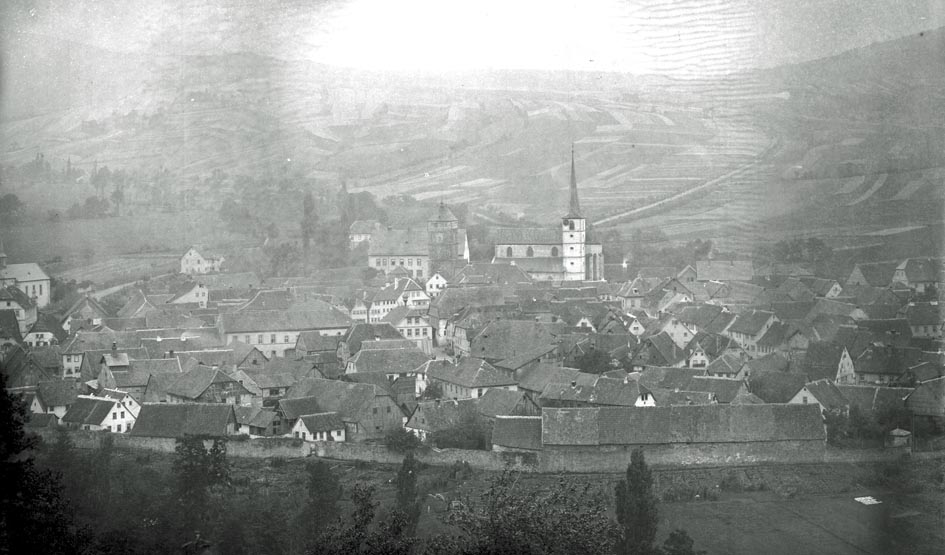
Bischofsheim fotografiert von Anton Tretter um 1900

### 13. bis 19. Jahrhundert
Die ältesten Urkunden stammen vom Anfang des 13. Jahrhunderts. Funde aus der Keltenzeit zeigen jedoch, dass Bischofsheim viel älter ist.
Das Oberamt des Hochstiftes Würzburg, das zum Fränkischen Reichskreis gehörte, wurde nach der Säkularisation zugunsten Bayerns 1805 Erzherzog Ferdinand von Toskana zur Bildung des Großherzogtums Würzburg überlassen und fiel mit diesem 1814 endgültig an Bayern. Im Jahr 1818 entstand die politische Gemeinde.
Vom 16. bis zum 19. Jahrhundert wurde am Bauersberg Braunkohle gefördert.
Die Degetsmühle wurde 1847 erbaut.

### Eingemeindungen
Im Zuge der Gebietsreform in Bayern wurde am 1. Juli 1972 Wegfurt eingegliedert. Am 1. Februar 1975 kam Haselbach in der Rhön hinzu. Frankenheim, Oberweißenbrunn und Unterweißenbrunn folgten am 1. Mai 1978.

### Einwohnerentwicklung
| Jahr      | 1840 | 1900 | 1939 | 1950 | 1961 | 1970 | 1987 | 1991 | 1995 | 2005 | 2010 | 2015 |
| Einwohner | 4296 | 3529 | 4077 | 4927 | 4809 | 4942 | 4610 | 4915 | 5248 | 5073 | 4811 | 4698 |

Im Zeitraum 1988 bis 2018 stieg die Einwohnerzahl von 4654 auf 4825 um 171 Einwohner bzw. um 3,7 %. 1995 hatte die Stadt 5248 Einwohner.
Quelle: BayLfStat

## Religion

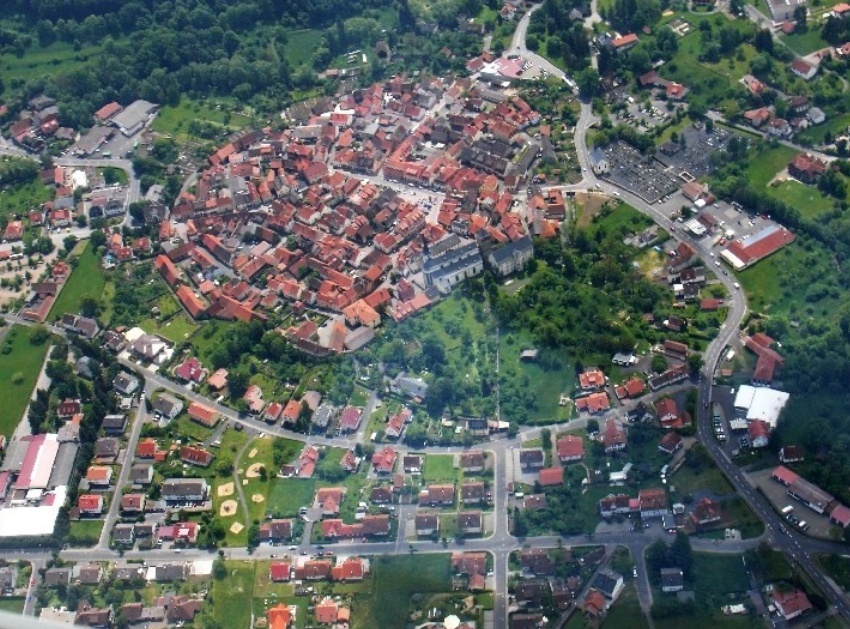
Zentrum von Bischofsheim in der Rhön

Folgende christliche Gemeinden bestehen in Bischofsheim:
- Katholische Pfarreiengemeinschaft Am Kreuzberg, Bischofsheim/Rhön im Dekanat Bad Neustadt
  - St. Georg Bischofsheim,
  - St. Wendelin Haselbach,
  - St. Antonius und St. Vitus Oberweißenbrunn,
  - St. Kilian Frankenheim,
  - St. Katharina Unterweißenbrunn,
  - St. Peter und Paul Wegfurt,
  - St. Laurentius Schönau
  - Klosterkirche Kreuzberg
- Evangelisch-lutherische Kirchengemeinde Bischofsheim
- Christliche Gemeinde Bischofsheim e. V.
- Orthodoxe Kirchengemeinde Hl. Nektarios von Ägina

## Politik

### Stadtrat
Die Kommunalwahl am 15. März 2020 führte zu folgender Zusammensetzung des Stadtrats:
| Partei/Liste                         | Stimmenanteil | Sitze |
| ------------------------------------ | ------------- | ----- |
| CSU                                  | 44,70 %       | 7     |
| Freie Wähler                         | 13,19 %       | 2     |
| Bürgerliste Wegfurt                  | 16,89 %       | 3     |
| Bürgerliste Haselbach                | 11,82 %       | 2     |
| NEO - Zukunft wählen-Heimat stärken! | 11,34 %       | 2     |
| SPD                                  | 02,06 %       | 0     |

### Bürgermeister
Erster Bürgermeister ist seit 2016 Georg Seiffert (CSU). Er wurde am 15. Mai 2022 mit 94,09 % der gültigen Stimmen für eine zweite Amtszeit bis 2028 wiedergewählt. Seine Vorgänger waren:
- April 1945 Karl Röder (von den Amerikanern eingesetzt, da dieser die englische Sprache beherrschte)
- 1946–1952 Josef Mai (CSU)
- 1952–1960 Ferdinand Krenzer (SPD)
- 1960–1966 Herrmann Fromme (SPD)
- 1966–1992 Hans Repp (SPD/CSU; seit 1972 CSU-Mitglied)
- 1992–2004 Armin Lommel (CSU; durch Liste der FW gewählt)
- 2004–2016 Udo Baumann (CSU)

### Gemeindefinanzen
Im Jahr 2019 betrugen die Gemeindesteuereinnahmen 3.997.000 Euro, davon waren 1.049.000 Euro Gewerbesteuereinnahmen (netto).

### Wappen
| Wappen von Bischofsheim in der Rhön | Blasonierung: „In Rot eine silberne Befestigung mit drei blau bedachten silbernen Zinnentürmen; unter wimpergartigem Torbogen in Blau der Kopf eines Bischofs mit silberner Mitra.“ |
| Wappen von Bischofsheim in der Rhön | Wappenbegründung: Stadt und Amt Bischofsheim kamen zusammen mit der zugehörigen Herrschaft und dem Schloss Trimberg 1279 an das Hochstift Würzburg. Aus dem Jahr 1396 ist der Abdruck eines Siegels überliefert mit dem Bischofskopf inmitten von Architektur. Das Typar war beinahe 500 Jahre in Gebrauch. Der Bischofskopf wird als der heilige Kilian und Bistumspatron gedeutet oder auch als eine für den Ortsnamen redende Wappenfigur. Der Ortsname bedeutet Heim des Bischofs und meint damit den Würzburger Fürstbischof. Auf ihn weisen Schwert und Krummstab in den späteren Siegeln. Die Farben sind seit dem 16. Jahrhundert belegt. Im 19. Jahrhundert ist der Schild von Schwarz und Blau geteilt, der Bischof golden gekleidet. Die Architektur vermehrte man um zwei Seitentürme. Die Türme stellen zusammen mit den Mauerstücken die Stadtbefestigung dar. |

### Städtepartnerschaften
Bischofsheim pflegt mit Gau-Bischofsheim in Rheinland-Pfalz und Manduel in der südfranzösischen Region Okzitanien partnerschaftliche Beziehungen.

## Wirtschaft und Infrastruktur

### Wirtschaft
Es gab 2013 nach der amtlichen Statistik im produzierenden Gewerbe 515 und im Bereich Handel, Verkehr und Gastgewerbe 277 sozialversicherungspflichtig Beschäftigte am Arbeitsort. In sonstigen Wirtschaftsbereichen waren am Arbeitsort 150 Personen sozialversicherungspflichtig beschäftigt. Sozialversicherungspflichtig Beschäftigte am Wohnort gab es insgesamt 1825. Im verarbeitenden Gewerbe gab es sieben Betriebe, im Bauhauptgewerbe fünf. Im Jahr 2010 bestanden zudem 83 landwirtschaftliche Betriebe mit einer landwirtschaftlich genutzten Fläche von insgesamt 1269 Hektar, davon waren 366 Hektar Ackerfläche und 1045 Hektar Dauergrünfläche.

### Verkehr
Bischofsheim ist über die BAB-7-Anschlussstelle Bad Brückenau/Wildflecken und über die BAB-71-Anschlussstelle Bad Neustadt an der Saale zu erreichen. Die Stadt liegt an der B 279 Fulda–Bischofsheim–Bamberg und ist Ausgangspunkt der B 278, die über Tann (Rhön) ins thüringische Buttlar führt. Die Hochrhönstraße verbindet Bischofsheim mit Fladungen.
Von 1885 bis 1989 hatte der Ort mit dem Bahnhof Bischofsheim (Rhön) Anschluss an die Bahnstrecke Bad Neustadt–Bischofsheim. Der nächste Bahnhof ist heute in Gersfeld (Rhön).

### Bildung
Es gibt folgende Einrichtungen:
- 225 Kindergartenplätze in vier Kindertageseinrichtungen mit 159 Kindern (Kindergärten in Bischofsheim in der Rhön, Wegfurt, Oberweißenbrunn und Unterweißenbrunn) (Stand: 2013)
- Zwei Volksschulen mit 24 Lehrern und 354 Schülern (Schuljahr: 2012/2013)
- Staatliche Berufsfachschule für Holzbildhauer. Sie ist die einzige Holzschnitzschule in Nordbayern und die älteste in Deutschland. Sie wurde am 1. Mai 1843 in Poppenhausen (Wasserkuppe) gegründet und 1861 nach Bischofsheim verlegt. 2003 feierte sie ihr 150-jähriges Bestehen.
- Landwirtschaftsschule, Abteilung Hauswirtschaft
- Das Schullandheim Bauersberg des Schullandheimwerks Unterfranken

## Kultur und Sehenswürdigkeiten

### Bauwerke
- Stadtpfarrkirche St. Georg
- evangelische Christuskirche
- Historischer Stadtturm Zentturm (13. Jahrhundert, 26 Meter hoch)[16]
- Historisches Rentamt, war einst das Amtsgericht Bischofsheim an der Rhön
- Kloster Kreuzberg mit Wallfahrtskirche (erbaut von 1681 bis 1692)
- Sendemast Kreuzberg, 208 Meter[16]
- Sendemast Heidelstein, 218 Meter[16]

### Sehenswertes
- Zwei von kunstvoll gestalteten Gusseisenplatten (aus dem 16. Jahrhundert) umschlossene Brunnen auf dem Marktplatz[17]
- Der Holz-Skulpturenweg durch Bischofsheim
- Kreuzberg, zweithöchster Berg Unterfrankens, dritthöchster Berg der Rhön (927,8 m ü. NN)
- Burgruine Osterburg
- Schwarzes Moor
- Rotes Moor
- Jagdschloss Holzberg
- Rhönhäuschen[18]
- Arnsberg
- Himmeldunkberg
- Rockenstein
- Rothsee
- Braunsmühle
- Degetsmühle
- Teufelsmühle
- Besucherbergwerk Braunkohlestollen „Einigkeit 1844“ am Bauersberg
- Skilifte am Kreuzberg und am Arnsberg

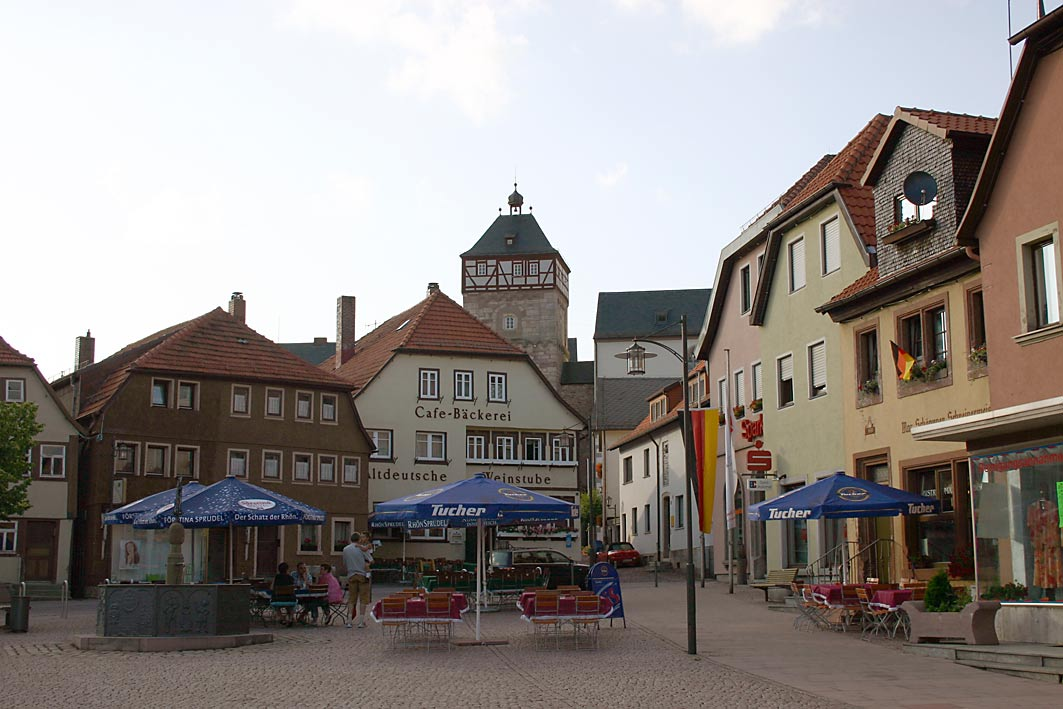
Marktplatz
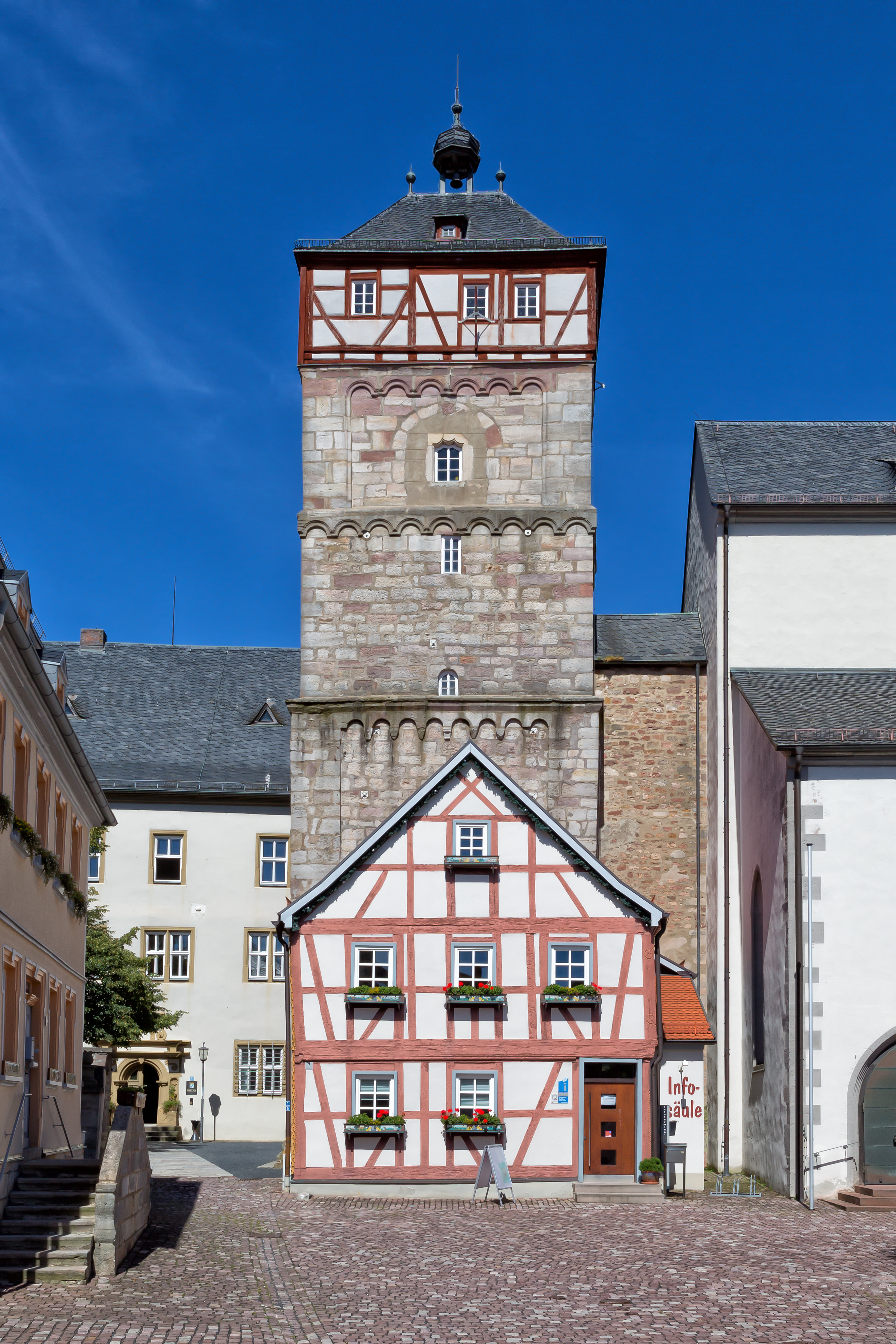
Zentturm
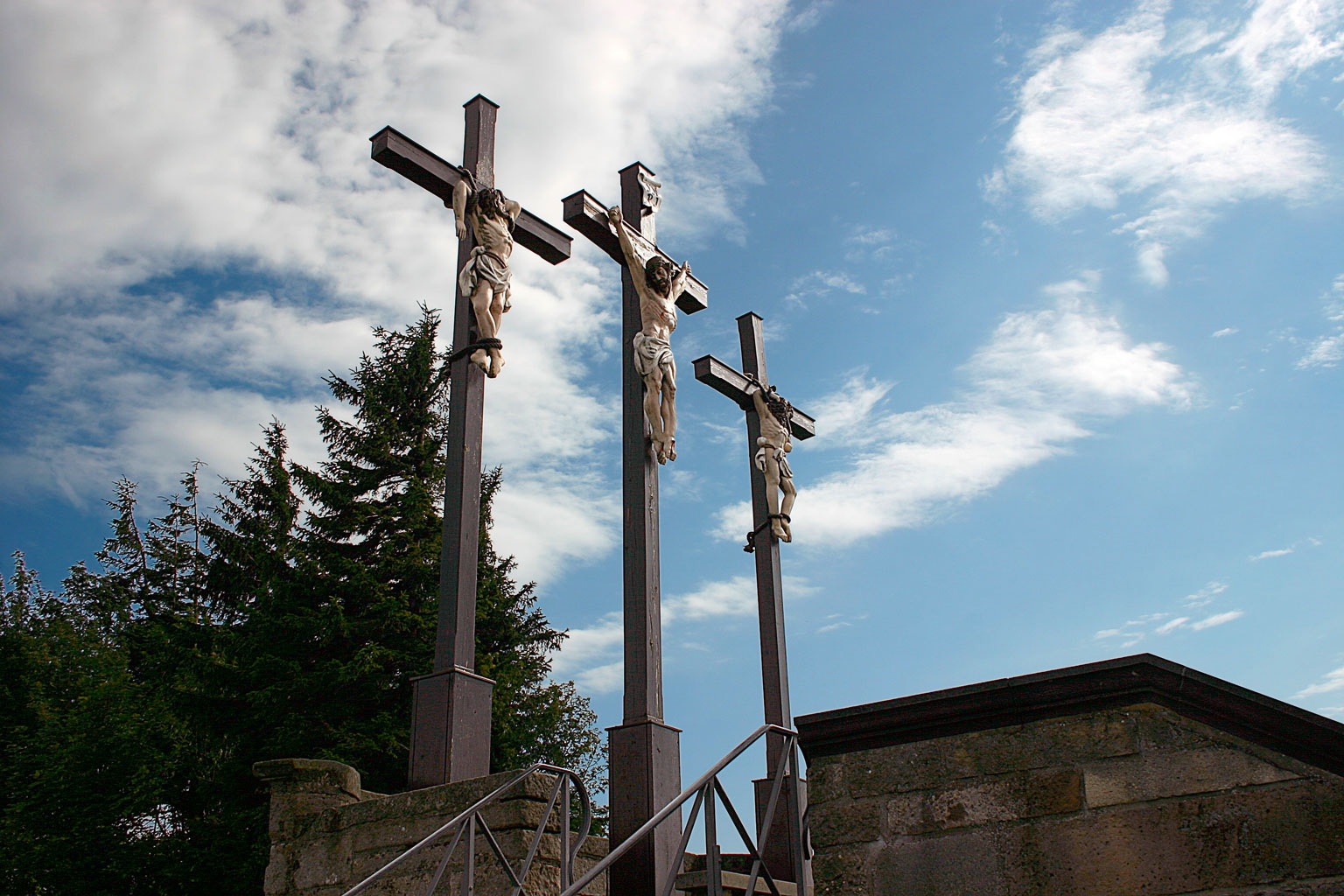
Golgota-Kreuze auf dem Kreuzberg
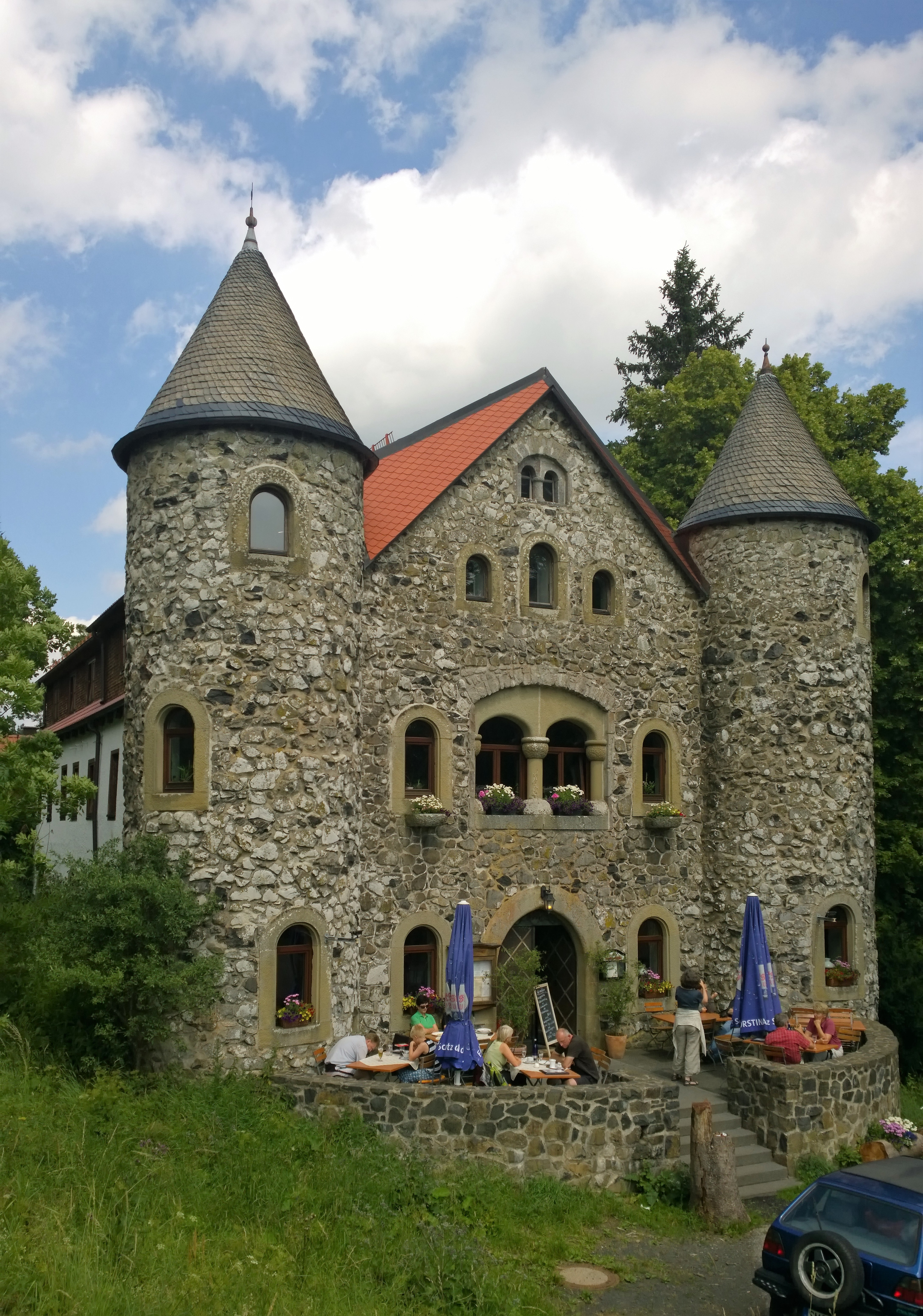
Jagdschloss Holzberg
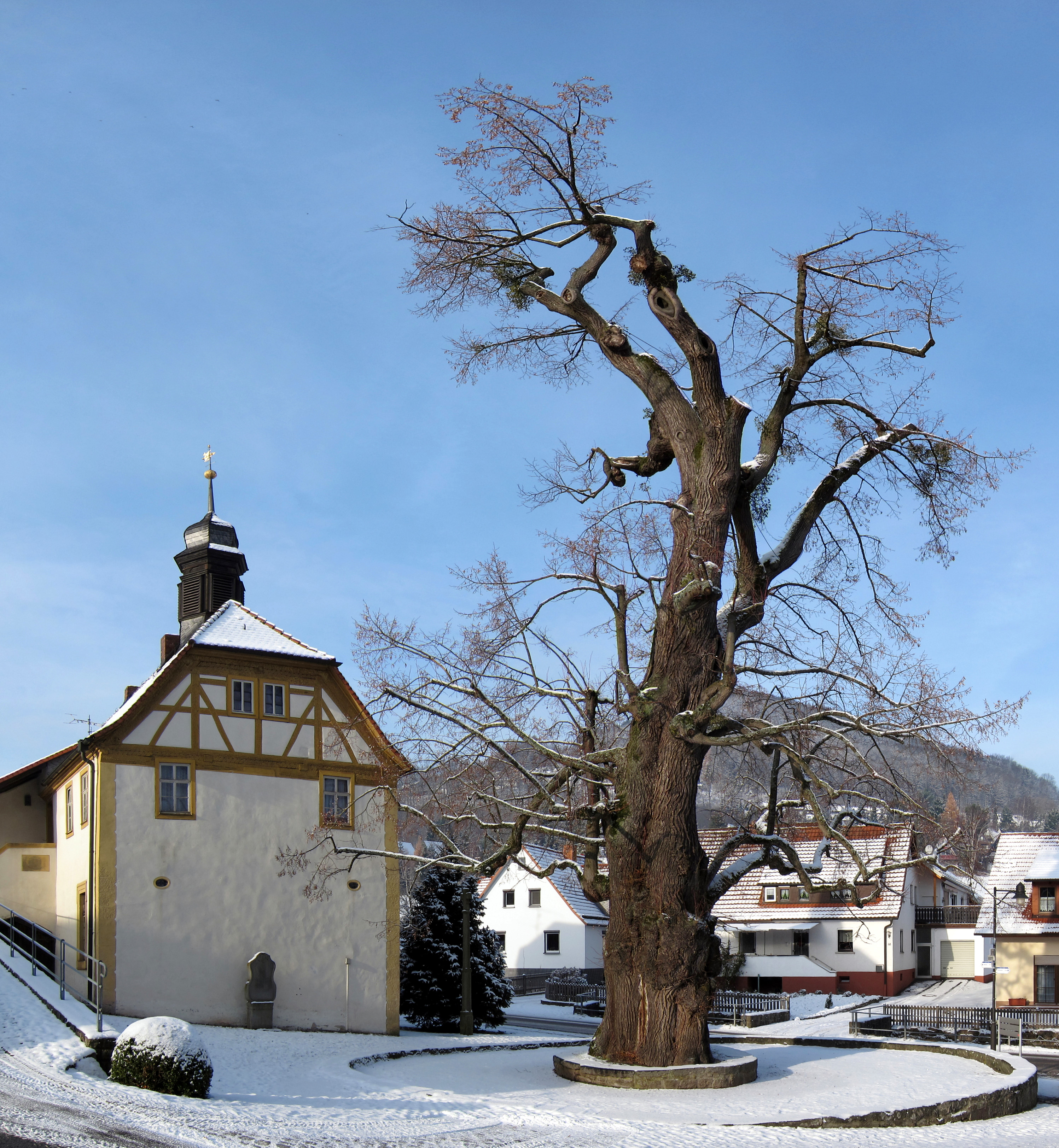
Dorflinde in Haselbach, 7,3 m Stammumfang (2010)
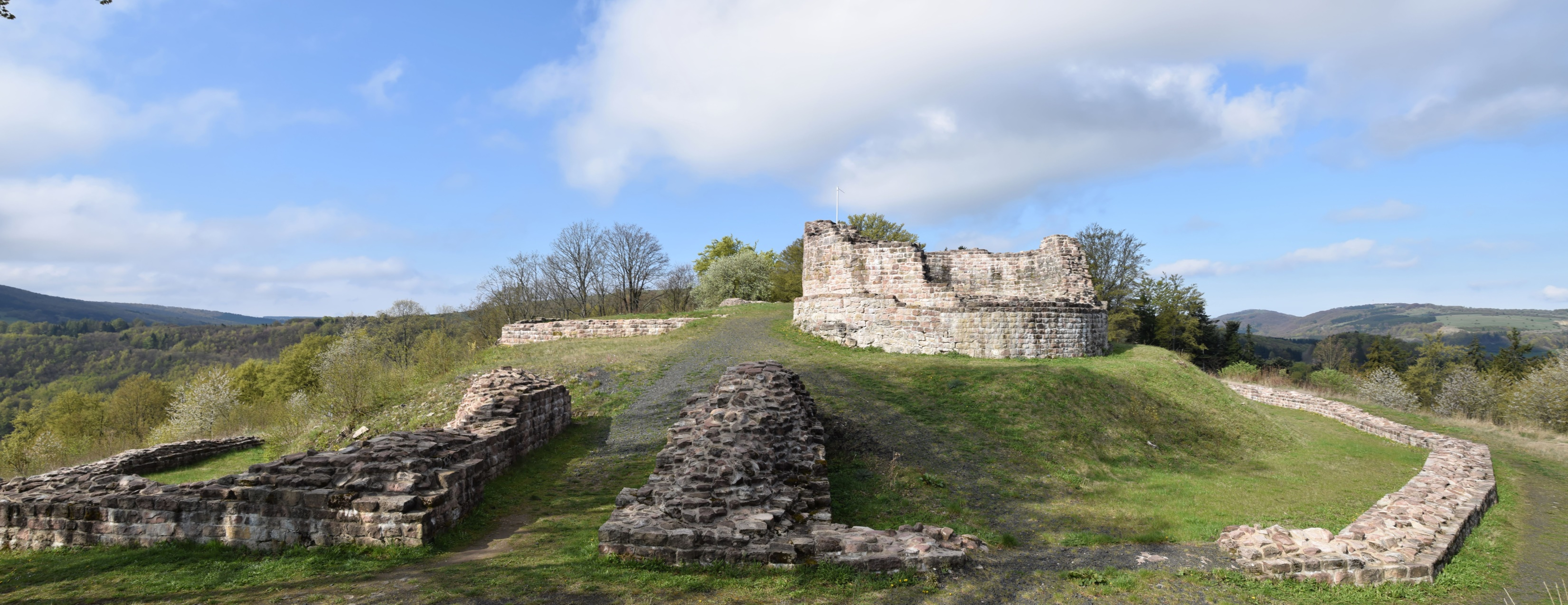
Burgruine Osterburg
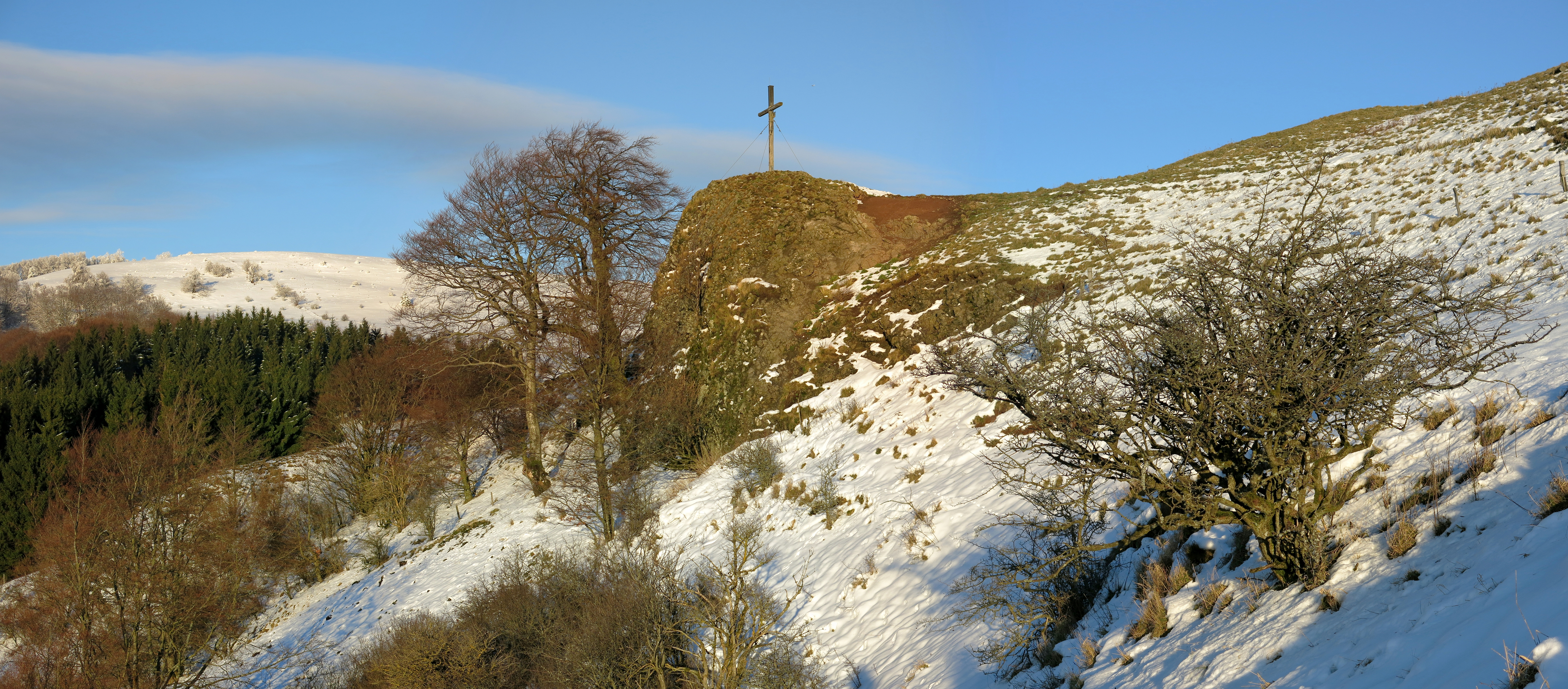
Rockenstein

## Sonstiges
Bischofsheim ist Mitglied der Bewegung Cittàslow zur Verbesserung der Lebensqualität durch Entschleunigung. Seit 2016 findet der jährliche Hindernislauf Braveheartbattle in Bischofsheim in der Rhön statt. Das 2007 gründete Kindermuseum Haus der kleinen Wunder bestand bis 2012.

## Söhne und Töchter der Stadt

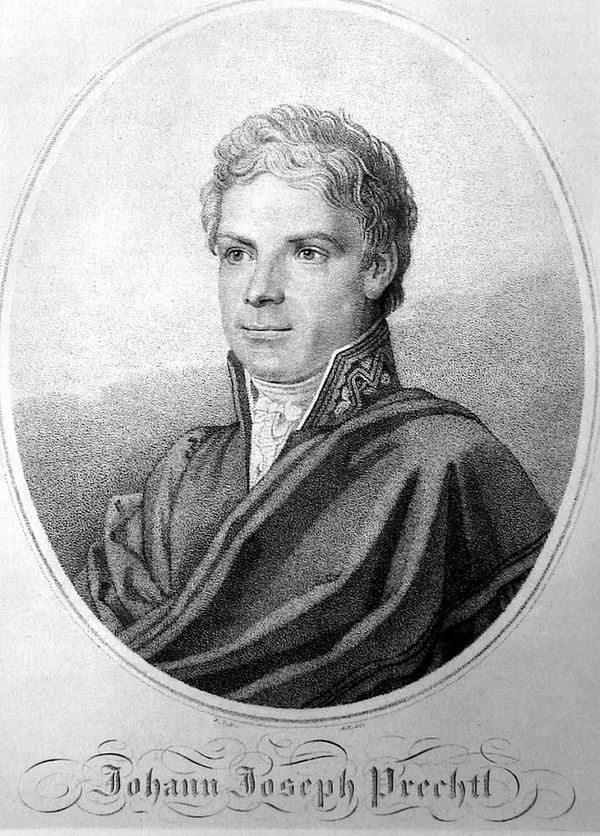
Johann Joseph von Prechtl um 1815

- Andreas Metz (1767–1839), deutscher Geistlicher, Philosoph, Mathematiker und Professor
- Johann Joseph von Prechtl (1778–1854), österreichischer technischer Forscher
- Johann Baptist Hergenröther (1780–1835), deutscher Theologe und Geistlicher
- Hans Schlenck (1901–1944), deutscher Schauspieler, Theaterregisseur und Theaterintendant
- Hermann Hartmann (1914–1984), deutscher Chemiker
- Magnus Schmid (1918–1977), deutscher Medizinhistoriker, Hochschullehrer
- Wilhelm Freiherr von Waldenfels (1932–2021), deutscher Physiker und Mathematiker
- Hansjürgen Garstka (* 1947), deutscher Datenschutzexperte